# UCI Europe Tour 2009
L'UCI Europe Tour 2009 fu la quinta edizione dell'UCI Europe Tour, uno dei cinque circuiti continentali di ciclismo dell'Unione Ciclistica Internazionale. Era composto da più di 300 corse, che si tennero dal 18 ottobre 2008 al 15 ottobre 2009 in Europa.

## Calendario

### Ottobre 2008
| Data | Prova                                                  | Cat. | Vincitore       | Squadra                |
| ---- | ------------------------------------------------------ | ---- | --------------- | ---------------------- |
| 21   | Chrono des Nations - Les Herbiers Vendée (2008)        | 1.1  | Stef Clement    | Bbox Bouygues Telecom  |
| 21   | Chrono des Nations - Les Herbiers Vendée (U-23) (2008) | 1.2U | Julien Fouchard | Côtes d'Armor Cyclisme |
| 25   | Firenze-Pistoia (2008)                                 | 1.1  | Andrij Hrivko   | Team Milram            |

### Gennaio
| Data  | Prova              | Cat. | Vincitore | Squadra   |
| ----- | ------------------ | ---- | --------- | --------- |
| 30-01 | Giro della Sicilia | 2.2  | Annullato | Annullato |

### Febbraio
| Data  | Prova                                         | Cat. | Vincitore           | Squadra                          |
| ----- | --------------------------------------------- | ---- | ------------------- | -------------------------------- |
| 1     | Grand Prix d'Ouverture La Marseillaise (2009) | 1.1  | Rémi Pauriol        | Cofidis                          |
| 4-8   | Étoile de Bessèges (2009)                     | 2.1  | Thomas Voeckler     | Bbox Bouygues Telecom            |
| 7     | Gran Premio Costa degli Etruschi (2009)       | 1.1  | Alessandro Petacchi | LPR Brakes-Farnese Vini          |
| 8     | Trofeo Mallorca                               | 1.1  | Gert Steegmans      | Team Katusha                     |
| 9     | Trofeo Cala Millor-Cala Bona                  | 1.1  | Robbie McEwen       | Team Katusha                     |
| 10    | Trofeo Pollença                               | 1.1  | Antonio Colom       | Team Katusha                     |
| 11    | Trofeo Inca                                   | 1.1  | Daniele Bennati     | Liquigas                         |
| 11-15 | Giro del Mediterraneo (2009)                  | 2.1  | Luis León Sánchez   | Caisse d'Epargne                 |
| 12    | Trofeo Calvia                                 | 1.1  | Gerald Ciolek       | Team Milram                      |
| 13-15 | Giro della Provincia di Grosseto (2009)       | 2.1  | Daniele Pietropolli | LPR Brakes-Farnese Vini          |
| 15-19 | Vuelta a Andalucía (2009)                     | 2.1  | Joost Posthuma      | Rabobank                         |
| 18-22 | Volta ao Algarve (2009)                       | 2.1  | Alberto Contador    | Astana                           |
| 21    | Trofeo Laigueglia (2009)                      | 1.1  | Francesco Ginanni   | Serramenti Diquigiovanni-Androni |
| 21    | Coppa San Geo (2009)                          | 1.2  | Davide Cimolai      | Team 2000 Veneto Marchiol        |
| 21    | Les Boucles du Sud Ardèche (2009)             | 1.2  | Freddy Bichot       | Agritubel                        |
| 21-22 | Tour du Haut Var (2009)                       | 2.1  | Thomas Voeckler     | Bbox Bouygues Telecom            |
| 24-28 | Giro di Sardegna (2009)                       | 2.1  | Daniele Bennati     | Liquigas                         |
| 27-1  | Trois jours de Vaucluse (2009)                | 2.2  | David Le Lay        | Agritubel                        |
| 28    | Gran Premio dell'Insubria (2009)              | 1.1  | Francesco Ginanni   | Serramenti Diquigiovanni-Androni |
| 28    | Beverbeek Classic (2009)                      | 1.2  | Andreas Schillinger | Nutrixxion-Sparkasse             |
| 28    | Omloop Het Nieuwsblad (2009)                  | 1.HC | Thor Hushovd        | Cervélo TestTeam                 |

### Marzo
| Data  | Prova                                              | Cat. | Vincitore           | Squadra                                  |
| ----- | -------------------------------------------------- | ---- | ------------------- | ---------------------------------------- |
| 1     | Clásica de Almería (2009)                          | 1.1  | Greg Henderson      | Team Columbia-High Road                  |
| 1     | Kuurne-Bruxelles-Kuurne (2009)                     | 1.1  | Tom Boonen          | Quick Step                               |
| 1     | Gran Premio di Lugano (2009)                       | 1.1  | Rémi Pauriol        | Cofidis                                  |
| 1     | Trofeo ZSŠDI (2009)                                | 1.2  | Tomislav Dančulović | Loborika                                 |
| 4-8   | Vuelta a Murcia (2009)                             | 2.1  | Denis Men'šov       | Rabobank                                 |
| 4     | Le Samyn (2009)                                    | 1.1  | Wouter Weylandt     | Quick Step                               |
| 4     | Giro del Friuli (2009)                             | 1.1  | Mirco Lorenzetto    | Lampre-N.G.C.                            |
| 6-8   | Tre Giorni delle Fiandre Occidentali (2009)        | 2.1  | Johnny Hoogerland   | Vacansoleil                              |
| 7     | Monte Paschi Eroica (2009)                         | 1.1  | Thomas Löfkvist     | Team Columbia-High Road                  |
| 7     | Vlaamse Pijl (2009)                                | 1.2  | Jan Ghyselinck      | Beveren 2000                             |
| 8     | Poreč Trophy (2009)                                | 1.2  | Ole Haavardsholm    | Joker-Bianchi                            |
| 8     | Trofeo Franco Balestra (2009)                      | 1.2  | Davide Cimolai      | Team 2000 Veneto Marchiol                |
| 8     | Grand Prix de Lillers (2009)                       | 1.2  | Aleksejs Saramotins | Team Designa Køkken                      |
| 12-15 | Volta ao Distrito de Santarém                      | 2.1  | Annullato           | Annullato                                |
| 12-15 | Istrian Spring Trophy (2009)                       | 2.2  | Mitja Mahorič       | Radenska-KD Financial Point              |
| 15    | Giro del Mendrisiotto (2009)                       | 1.2  | Ignatas Konovalovas | Cervélo TestTeam                         |
| 15    | Parigi-Troyes (2009)                               | 1.2  | Yannick Talabardon  | Besson Chaussures-Sojasun                |
| 15    | Omloop van het Waasland (2009)                     | 1.2  | Johan Coenen        | Topsport Vlaanderen-Mercator             |
| 17-21 | Vuelta a Galicia                                   | 2.2  | Annullato           | Annullato                                |
| 18    | Nokere Koerse (2009)                               | 1.1  | Graeme Brown        | Rabobank                                 |
| 20    | Classic Loire-Atlantique (2009)                    | 1.2  | Cyril Bessy         | Besson Chaussures-Sojasun                |
| 22    | Ronde van het Groene Hart (2009)                   | 1.1  | Geert Omloop        | Palmans-Cras                             |
| 22    | Cholet-Pays de Loire (2009)                        | 1.1  | Juan José Haedo     | Team Saxo Bank                           |
| 22    | Gran Premio San Giuseppe (2009)                    | 1.2  | Alessandro Malaguti | Calzaturieri Montegranaro-Marini Silvano |
| 22    | La Roue Tourangelle (2009)                         | 1.2  | Arnaud Molmy        | CC Nogent-sur-Oise                       |
| 23-27 | Vuelta a Castilla y León (2009)                    | 2.1  | Levi Leipheimer     | Astana                                   |
| 23-29 | Tour de Normandie (2009)                           | 2.2  | Bram Schmitz        | Van Vliet-EBH Elshof                     |
| 24-28 | Settimana Internazionale di Coppi e Bartali (2009) | 2.1  | Damiano Cunego      | Lampre-N.G.C.                            |
| 25    | Dwars door Vlaanderen (2009)                       | 1.1  | Kevin Van Impe      | Quick Step                               |
| 25-28 | The Paths of King Nikola (2009)                    | 2.2  | Radoslav Rogina     | Loborika                                 |
| 28    | Trofeo Edil C (2009)                               | 1.2  | Tomas Alberio       | Bottoli-Nordelettrica-Ramonda            |
| 28    | E3 Harelbeke (2009)                                | 1.HC | Filippo Pozzato     | Team Katusha                             |
| 28-29 | Critérium International (2009)                     | 2.HC | Jens Voigt          | Team Saxo Bank                           |
| 29    | Freccia del Brabante (2009)                        | 1.1  | Anthony Geslin      | Française des Jeux                       |
| 29    | Gran Premio de Llodio (2009)                       | 1.1  | Samuel Sánchez      | Euskaltel-Euskadi                        |
| 31-2  | Driedaagse De Panne - Koksijde (2009)              | 2.HC | Frederik Willems    | Liquigas                                 |
| 31-5  | Settimana Ciclistica Lombarda (2009)               | 2.1  | Daniele Pietropolli | LPR Brakes-Farnese Vini                  |

### Aprile
| Data  | Prova                                          | Cat.   | Vincitore               | Squadra                         |
| ----- | ---------------------------------------------- | ------ | ----------------------- | ------------------------------- |
| 1-5   | Volta ao Alentejo (2009)                       | 2.1    | Maxime Bouet            | Agritubel                       |
| 1-5   | Cinturón Ciclista Internacional a Mallorca     | 2.2    | Sergio Henao            | Colombia                        |
| 2-4   | Boucle de l'Artois-Trophée Arras Leader        | 2.2    | Sergej Firsanov         | Team Designa Køkken             |
| 3     | Route Adélie de Vitré (2009)                   | 1.1    | Jérôme Coppel           | Française des Jeux              |
| 3-5   | Le Triptyque des Monts et Châteaux             | 2.2    | Kris Boeckmans          | Davo-Lotto-Davitamon            |
| 4     | Hel van het Mergelland (2009)                  | 1.1    | Mauro Finetto           | CSF Group-Navigare              |
| 4     | Gran Premio Miguel Indurain (2009)             | 1.HC   | David de la Fuente      | Fuji-Servetto                   |
| 5     | Grand Prix de la Ville de Rennes               | 1.1    | Annullato               | Annullato                       |
| 5     | Grand Prix de la Ville de Nogent-sur-Oise      | 1.2    | Martin Pedersen         | Team Capinordic                 |
| 5     | Trofeo Banca Popolare di Vicenza               | 1.2U   | Davide Cimolai          | Team 2000 Veneto Marchiol       |
| 7-10  | Circuit de la Sarthe (2009)                    | 2.1    | David Le Lay            | Agritubel                       |
| 9     | Grand Prix Pino Cerami                         | 1.1    | Annullato               | Annullato                       |
| 10-12 | Circuit des Ardennes                           | 2.2    | Dimitri Champion        | Bretagne-Schuller               |
| 11    | Giro delle Fiandre Under-23                    | 1.Ncup | Jan Ghyselinck          | Belgio                          |
| 12    | Klasika Primavera (2009)                       | 1.1    | Alejandro Valverde      | Caisse d'Epargne                |
| 12    | Grand Prix of Donetsk                          | 1.2    | Mart Ojavee             | Cycling Club Bourgas            |
| 12-19 | Presidential Cycling Tour of Turkey            | 2.1    | Daryl Impey             | Team Barloworld                 |
| 13    | Profronde van Drenthe (2009)                   | 1.1    | Maurizio Biondo         | Ceramica Flaminia-Bossini Docce |
| 13    | Giro del Belvedere (2009)                      | 1.2U   | Sacha Modolo            | Zalf-Désirée-Fior               |
| 13    | Giro di Colonia (2009)                         | 1.HC   | Martin Pedersen         | Danimarca                       |
| 14    | Parigi-Camembert (2009)                        | 1.1    | Jimmy Casper            | Besson Chaussures-Sojasun       |
| 14    | Gran Premio Palio del Recioto (2009)           | 1.2U   | Stefano Locatelli       | UC Bergamasca 1902              |
| 14-19 | Tour du Loir-et-Cher                           | 2.2    | Dmitrij Kosjakov        | Katusha Continental Team        |
| 15    | Scheldeprijs Vlaanderen (2009)                 | 1.HC   | Alessandro Petacchi     | LPR Brakes-Farnese Vini         |
| 15    | La Côte Picarde                                | 1.Ncup | Timofej Krickij         | Katusha Continental Team        |
| 15-19 | Vuelta a Aragón                                | 2.1    | Annullata               | Annullata                       |
| 16    | Grand Prix de Denain (2009)                    | 1.1    | Jimmy Casper            | Besson Chaussures-Sojasun       |
| 16-19 | Rhône-Alpes Isère Tour                         | 2.2    | Yann Huguet             | Agritubel                       |
| 18    | Tour du Finistère (2009)                       | 1.1    | Dimitri Champion        | Bretagne-Schuller               |
| 18    | Gran Premio Nobili Rubinetterie (2009)         | 1.1    | Grega Bole              | Amica Chips-Knauf               |
| 18    | Liegi-Bastogne-Liegi Under-23                  | 1.2U   | Rasmus Guldhammer       | Team Capinordic                 |
| 18    | ZLM Tour                                       | 1.Ncup | Luke Rowe               | Gran Bretagna                   |
| 19    | Tro-Bro Léon (2009)                            | 1.1    | Saïd Haddou             | Bbox Bouygues Telecom           |
| 19    | Rund um Düren                                  | 1.2    | Dennis Pohl             | Team Kuota-Indeland             |
| 22-25 | Giro del Trentino (2009)                       | 2.1    | Ivan Basso              | Liquigas                        |
| 22-25 | Grand Prix of Sochi                            | 2.2    | Annullato               | Annullato                       |
| 22-26 | Vuelta Ciclista Internacional a Extremadura    | 2.2    | José Antonio de Segovia | Supermercados Froiz             |
| 25    | Arno Wallaard Memorial                         | 1.2    | Lieuwe Westra           | Vacansoleil                     |
| 25    | Banja Luka-Beograd I                           | 1.2    | Normunds Lasis          | Cycling Club Bourgas            |
| 25    | Gran Premio della Liberazione                  | 1.2U   | Sacha Modolo            | Zalf-Désirée-Fior               |
| 25-1  | Tour de Bretagne                               | 2.2    | Julien Fouchard         | Côtes d'Armor Cyclisme          |
| 26    | Vuelta a La Rioja (2009)                       | 1.1    | David García Dapena     | Xacobeo Galicia                 |
| 26    | Ronde van Noord-Holland (2009)                 | 1.1    | Theo Bos                | Rabobank Continental Team       |
| 26    | Parigi-Mantes-en-Yvelines                      | 1.2    | Pierre Drancourt        | ESEG Douai                      |
| 26    | East Midlands International Cicle Classic      | 1.2    | Ian Wilkinson           | Team Halfords                   |
| 26-1  | Giro delle Regioni                             | 2.Ncup | Annullato               | Annullato                       |
| 28-2  | Vuelta Ciclista Asturias - Julio Alvarez Mendo | 2.1    | Francisco Mancebo       | Rock Racing                     |

### Maggio
| Data  | Prova                                           | Cat. | Vincitore                  | Squadra                                  |
| ----- | ----------------------------------------------- | ---- | -------------------------- | ---------------------------------------- |
| 1     | Memoriał Andrzeja Trochanowskiego               | 1.2  | Mateusz Taciak             | Mróz Continental Team                    |
| 1     | Grote 1 Mei-Prijs - Ereprijs Victor De Bruyne   | 1.2  | Denis Flahaut              | Landbouwkrediet-Colnago                  |
| 1     | Eschborn-Frankfurt City Loop (2009)             | 1.HC | Fabian Wegmann             | Team Milram                              |
| 1     | Eschborn-Frankfurt City Loop Under-23           | 1.2U | Jack Bobridge              | Australia                                |
| 2     | Gran Premio Industria e Artigianato (2009)      | 1.1  | Daniele Callegarin         | Centri della Calzatura                   |
| 2     | Grand Prix Herning (2009)                       | 1.2  | René Jørgensen             | Team Designa Køkken                      |
| 2     | Ronde van Overijssel                            | 1.2  | Kenny van Hummel           | Skil-Shimano                             |
| 2     | Mayor Cup                                       | 1.2  | Michail Antonov            | Katusha Continental Team                 |
| 3     | Trophée des Grimpeurs (2009)                    | 1.1  | Thomas Voeckler            | Bbox Bouygues Telecom                    |
| 3     | Giro di Toscana (2009)                          | 1.1  | Alessandro Petacchi        | LPR Brakes-Farnese Vini                  |
| 3     | Subida al Naranco (2009)                        | 1.1  | Romain Sicard              | Orbea                                    |
| 3     | Memorial Oleg Dyachenko                         | 1.2  | Michail Antonov            | Katusha Continental Team                 |
| 3     | Circuito del Porto-Trofeo Internazionale Arvedi | 1.2  | Filippo Baggio             | Bottoli-Nordelettrica-Ramonda            |
| 5-10  | Quatre Jours de Dunkerque                       | 2.HC | Rui Alberto Faria da Costa | Caisse d'Epargne                         |
| 6-10  | Five Rings of Moscow                            | 2.2  | Timofej Krickij            | Katusha Continental Team                 |
| 6-10  | Giro della Regione Friuli Venezia Giulia        | 2.2  | Gianluca Brambilla         | Zalf-Désirée-Fior                        |
| 8-10  | Szlakiem Grodów Piastowskich                    | 2.1  | Mariusz Witecki            | Mróz Continental Team                    |
| 8-10  | Tour du Haut-Anjou                              | 2.2U | Tejay van Garderen         | Rabobank Continental Team                |
| 9     | Scandinavian Race Uppsala                       | 1.2  | Jonas Aaen Jørgensen       | Team Capinordic                          |
| 10    | Gran Premio Industrie del Marmo                 | 1.2  | Carlos Manarelli           | Marchiol-Pasta Montegrappa-Site-Heraclia |
| 10    | Omloop der Kempen                               | 1.2  | Theo Bos                   | Rabobank Continental Team                |
| 12    | Grand Prix of Moscow                            | 1.2  | Aleksandr Chatuncev        | Team Moscow                              |
| 13    | Batavus Pro Race (2009)                         | 1.1  | Kenny van Hummel           | Skil-Shimano                             |
| 14-17 | Grand Prix Paredes Rota dos Móveis              | 2.2  | Cândido Barbosa            | Palmeiras Resort-Prio                    |
| 15-17 | Tour de Picardie                                | 2.1  | Lieuwe Westra              | Vacansoleil                              |
| 16    | Grand Prix Copenhagen Classic                   | 1.2  | Jacob Nielsen              | Glud & Marstrand-Horsens                 |
| 16    | Dutch Food Valley Classic (2009)                | 1.HC | Kenny van Hummel           | Skil-Shimano                             |
| 17    | Tour de Rijke (2009)                            | 1.1  | Kenny van Hummel           | Skil-Shimano                             |
| 17-24 | FBD Insurance Rás                               | 2.2  | Simon Richardson           | Rapha-Condor GB                          |
| 19-24 | Olympia's Tour                                  | 2.2  | Jetse Bol                  | Rabobank Continental Team                |
| 20-24 | Circuit de Lorraine                             | 2.1  | Matteo Carrara             | Vacansoleil                              |
| 20-24 | Flèche du Sud                                   | 2.1  | Simon Zahner               | Bürgis Cycling Team                      |
| 21-24 | Ronde de l'Isard d'Ariège                       | 2.2U | Alexandre Geniez           | VC La Pomme Marseille                    |
| 27-31 | Giro del Belgio (2009)                          | 2.HC | Lars Boom                  | Rabobank                                 |
| 27-31 | Giro di Baviera                                 | 2.HC | Linus Gerdemann            | Team Milram                              |
| 29    | Tallinn-Tartu Grand Prix (2009)                 | 1.1  | Erki Pütsep                | Cycling Club Bourgas                     |
| 29-1  | Tour de Gironde                                 | 2.2  | Stéphane Rossetto          | CC Nogent-sur-Oise                       |
| 29-1  | Tour de Berlin                                  | 2.2U | Franz Schiewer             | LKT Team Brandenburg                     |
| 30    | Grand Prix Kranj (2009)                         | 1.1  | Gasper Svab                | Sava                                     |
| 30    | SEB Tartu Grand Prix (2009)                     | 1.1  | Hannes Blank               | Continental Team Differdange             |
| 30    | Grand Prix de Plumelec-Morbihan (2009)          | 1.1  | Jérémie Galland            | Besson Chaussures-Sojasun                |
| 30    | Grand Prix Kooperativa                          | 1.2  | Peter Sagan                | Dukla Trenčín Merida                     |
| 31    | Boucles de l'Aulne (2009)                       | 1.1  | Maxime Bouet               | Agritubel                                |
| 31    | Grand Prix Boka                                 | 1.2  | Juraj Sagan                | Dukla Trenčín Merida                     |
| 31    | Paris-Roubaix Espoirs                           | 1.2U | Taylor Phinney             | Trek-Livestrong                          |
| 31    | Trofeo Città di San Vendemiano                  | 1.2U | Alessandro Mazzi           | Zalf-Désirée-Fior                        |

### Giugno
| Data  | Prova                                                       | Cat. | Vincitore           | Squadra                         |
| ----- | ----------------------------------------------------------- | ---- | ------------------- | ------------------------------- |
| 1     | Neuseen Classics                                            | 1.1  | André Greipel       | Team Columbia-High Road         |
| 1     | Rogaland Grand Prix                                         | 1.2  | Håvard Nybø         | Sparebanken Vest-Ridley         |
| 2     | Trofeo Alcide De Gasperi                                    | 1.2  | Pavel Kochetkov     | Russia                          |
| 2-7   | Bałtyk-Karkonosze Tour                                      | 2.2  | Sergej Kolesnikov   | Team Moscow                     |
| 3-7   | Ringerike Grand Prix                                        | 2.2  | Sergey Firsanov     | Team Designa Køkken             |
| 3-7   | Tour de Luxembourg (2009)                                   | 2.HC | Fränk Schleck       | Team Saxo Bank                  |
| 3-7   | Euskal Bizikleta                                            | 2.HC | Annullata           | Annullata                       |
| 6     | Memorial Marco Pantani (2009)                               | 1.1  | Roberto Ferrari     | LPR Brakes-Farnese Vini         |
| 6     | Grand-Prix Triberg-Schwarzwald (2009)                       | 1.1  | Heinrich Haussler   | Cervelo Test Team               |
| 6-13  | Turul României                                              | 2.2  | Aleksej Ščebelin    | SP Tableware-Gatsoulis Bikes    |
| 7     | Coppa Colli Briantei Internazionale                         | 1.2  | Maurizio Anzalone   | VC Mendrisio                    |
| 7     | Memorial Philippe Van Coningsloo                            | 1.2  | Gediminas Bagdonas  | NH Tielen                       |
| 7     | Coppa della Pace                                            | 1.2  | Egor Silin          | Russia                          |
| 7     | Gran Premio del Canton Argovia (2009)                       | 1.HC | Peter Velits        | Team Milram                     |
| 7-13  | Internationale Thüringen Rundfahrt                          | 2.2U | Stefan Denifl       | Austria                         |
| 10-16 | Circuito Montañés                                           | 2.2  | Tejay van Garderen  | Rabobank Continental Team       |
| 11-14 | Grande Prémio Internacional CTT Correios de Portugal (2009) | 2.1  | Adrián Palomares    | Contentpolis-AMPO               |
| 11-14 | Ronde de l'Oise                                             | 2.2  | Steven Van Vooren   | An Post-Sean Kelly Team         |
| 12-14 | Delta Tour Zeeland                                          | 2.1  | Tyler Farrar        | Team Garmin-Slipstream          |
| 12-21 | Giro Baby                                                   | 2.2  | Cayetano Sarmiento  | Colombia                        |
| 15-21 | Tour de Serbie                                              | 2.2  | Davide Torosantucci | Centri della Calzatura          |
| 17-21 | Ster Elektrotoer (2009)                                     | 2.1  | Philippe Gilbert    | Silence-Lotto                   |
| 18-20 | Małopolski Wyścig Górski                                    | 2.2  | Artur Detko         | DHL-Author                      |
| 18-21 | Giro di Slovenia (2009)                                     | 2.1  | Jakob Fuglsang      | Team Saxo Bank                  |
| 18-21 | Route du Sud (2009)                                         | 2.1  | Przemysław Niemiec  | Miche-Silver Cross-Selle Italia |
| 18-21 | Boucles de la Mayenne                                       | 2.2  | Janek Tombak        | Cycling Club Bourgas            |
| 19-21 | Mainfranken-Tour                                            | 2.2U | Sebastian May       | Thüringer Energie Team          |
| 19-21 | Tour des Pays de Savoie                                     | 2.2U | Ben Gastauer        | Chambéry Cyclisme Formation     |
| 21    | Internationale Raiffeisen Grand Prix                        | 1.2  | Markus Eibegger     | ELK Haus                        |
| 24    | Giro dell'Appennino (2009)                                  | 1.1  | Vincenzo Nibali     | Liquigas                        |
| 24    | Halle-Ingooigem                                             | 1.1  | Jurgen Van De Walle | Quick Step                      |
| 24    | Internationale Wielertrofee Jong Maar Moedig                | 1.2  | Thomas De Gendt     | Topsport Vlaanderen-Mercator    |

### Luglio
| Data  | Prova                                              | Cat. | Vincitore              | Squadra                         |
| ----- | -------------------------------------------------- | ---- | ---------------------- | ------------------------------- |
| 1-5   | Międzynarodowy Wyścig Solidarności i Olimpijczyków | 2.1  | Artur Krol             | Centri della Calzatura          |
| 2     | Campionati europei, Prova a cronometro Under-23    | CC   | Marcel Kittel          | Germania                        |
| 4     | Cronoscalata Gardone Val Trompia-Prati di Caregno  | 1.2  | Stefano Di Carlo       | Team SCAP-Prefabbricati Foresi  |
| 4     | Tour du Jura                                       | 1.2  | Roger Beuchat          | Team StegComputer-Neotel        |
| 5     | Tour du Doubs (2009)                               | 1.1  | Yann Huguet            | Agritubel                       |
| 5     | Giro delle Valli Aretine                           | 1.2  | Enrico Battaglin       | Zalf-Désirée-Fior               |
| 5     | Campionati europei, Prova in linea Under-23        | CC   | Kris Boeckmans         | Belgio                          |
| 5-12  | Giro d'Austria                                     | 2.HC | Michael Albasini       | Team Columbia-HTC               |
| 7     | Trofeo Città di Brescia                            | 1.2  | Andrea Palini          | Gavardo Tecmor                  |
| 8-12  | Troféu Joaquim Agostinho                           | 2.2  | Héctor Guerra          | Liberty Seguros Continental     |
| 10-11 | Gemenci Nagydíj                                    | 1.2  | Krisztian Lovassy      | Betonexpressz 2000-Limonta      |
| 12    | Giro del Medio Brenta                              | 1.2  | Christian Delle Stelle | Bottoli-Nordelettrica-Ramonda   |
| 17-19 | Vuelta a la Comunidad de Madrid                    | 2.1  | Héctor Guerra          | Liberty Seguros Continental     |
| 18    | Grand Prix Cristal Energie                         | 1.2  | Martin Pedersen        | Team Capinordic                 |
| 19    | Giro della Provincia di Reggio Calabria (2009)     | 1.1  | Fortunato Baliani      | CSF Group-Navigare              |
| 19    | Giro del Casentino                                 | 1.2  | Roberto Cesaro         | Ginestra Ceramiche-Il Gabbiano  |
| 19    | Trophée des Champions                              | 1.2  | Tony Hurel             | Vendée U                        |
| 22-26 | Sachsen-Tour International                         | 2.1  | Patrik Sinkewitz       | PSK Whirlpool-Author            |
| 22-26 | Brixia Tour (2009)                                 | 2.1  | Giampaolo Caruso       | Ceramica Flaminia-Bossini Docce |
| 25    | Prueba Villafranca de Ordizia (2009)               | 1.1  | Jaume Rovira           | Andorra-Grandvalira             |
| 25-26 | Grand Prix Bradlo                                  | 2.2  | Nebojsa Jovanovic      | AC Sparta Praha                 |
| 25-27 | Kreiz Breizh Elites                                | 2.2  | Antoine Dalibard       | Bretagne-Schuller               |
| 25-29 | Tour de Wallonie                                   | 2.HC | Julien El Fares        | Cofidis                         |
| 26    | Gran Premio INDA                                   | 1.2  | Pavel Kočetkov         | Russia                          |
| 26    | Grand Prix de la ville de Pérenchies               | 1.2  | Robert Retschke        | Continental Team Differdange    |
| 28-1  | Dookola Mazowska                                   | 2.2  | Lukasz Bodnar          | CCC-Polsat Polkowice            |
| 29-2  | Tour Alsace                                        | 2.2  | Simon Zahner           | Bürgis Cycling Team             |
| 29-2  | Giro di Danimarca                                  | 2.HC | Jakob Fuglsang         | Team Saxo Bank                  |
| 31    | Circuito de Getxo (2009)                           | 1.1  | Koldo Fernández        | Euskaltel-Euskadi               |

### Agosto
| Data  | Prova                                    | Cat. | Vincitore           | Squadra                               |
| ----- | ---------------------------------------- | ---- | ------------------- | ------------------------------------- |
| 1     | Scandinavian Open Road Race              | 1.2  | Patrik Stenberg     | Svezia                                |
| 1     | Grand Prix P-Nívó                        | 1.2  | Uroš Šilar          | Sava                                  |
| 2     | Subida a Urkiola (2009)                  | 1.1  | Igor Antón          | Euskaltel-Euskadi                     |
| 2     | Sparkassen Giro Bochum (2009)            | 1.1  | Mark Cavendish      | Team Columbia-HTC                     |
| 2     | La Poly Normande (2009)                  | 1.1  | Matthieu Ladagnous  | Française des Jeux                    |
| 2     | Giro Ciclistico del Cigno                | 1.2  | Paolo Ciavatta      | Monturano-Civitanova Marche-Cascinare |
| 2     | Grand Prix Betonexpressz 2000            | 1.2  | Gergely Ivanics     | Betonexpressz 2000-Limonta            |
| 4-6   | Tour des Pyrénées                        | 2.2  | Fabio Duarte        | Colombia es Pasión-Coldeportes        |
| 4-8   | Vuelta Ciclista a León                   | 2.2  | David Belda         | Boyacá Es para Vivirla                |
| 5     | Gran Premio Folignano                    | 1.2  | Henry Frusto        | Team SCAP-Prefabbricati Foresi        |
| 5-6   | Parigi-Corrèze                           | 2.1  | Francisco Ventoso   | Carmiooro-A-Style                     |
| 5-9   | Vuelta a Burgos                          | 2.HC | Alejandro Valverde  | Caisse d'Epargne                      |
| 5-16  | Volta a Portugal                         | 2.HC | Nuno Ribeiro        | Liberty Seguros Continental           |
| 6     | Gran Premio Carnaghese (2009)            | 1.1  | Francesco Ginanni   | Serramenti Diquigiovanni-Androni      |
| 6-8   | Tour of Szeklerland                      | 2.2  | Vitalij Popkov      | ISD Sport Donetsk                     |
| 8     | Gran Premio Città di Camaiore (2009)     | 1.1  | Vincenzo Nibali     | Liquigas                              |
| 8     | Trofeo Internazionale Bastianelli        | 1.2  | Radoslav Rogina     | Loborika                              |
| 8-12  | Tour de l'Ain                            | 2.1  | Rein Taaramäe       | Cofidis                               |
| 11    | Gran Premio Città di Felino              | 1.2  | Richie Porte        | Praties                               |
| 12-15 | Mi-Août Bretonne                         | 2.2  | Frederik Wilmann    | Joker-Bianchi                         |
| 14    | Puchar Ministra Obrony Narodowej         | 1.2  | Tomasz Kiendys      | CCC-Polsat Polkowice                  |
| 15    | Memoriał Henryka Łasaka (2009)           | 1.2  | Stefan Schäfer      | LKT Team Brandenburg                  |
| 16    | Gran Premio Capodarco (2009)             | 1.2  | Salvatore Mancuso   | Arvedi-Lucchini-Unidelta              |
| 16    | Antwerpse Havenpijl                      | 1.2  | Jens Erik Madsen    | Team Capinordic                       |
| 16    | Puchar Uzdrowisk Karpackich              | 1.2  | Matthias Belka      | LKT Team Brandenburg                  |
| 17    | Gara Ciclistica Montappone               | 1.2  | Stefano Pirazzi     | Palazzago-Elledent-Rad Logistica      |
| 18    | Grote Prijs Stad Zottegem (2009)         | 1.1  | Niko Eeckhout       | An Post-Sean Kelly Team               |
| 18    | Tre Valli Varesine (2009)                | 1.HC | Mauro Santambrogio  | Lampre-N.G.C.                         |
| 18-21 | Tour du Limousin                         | 2.1  | Mathieu Perget      | Caisse d'Epargne                      |
| 19    | Coppa Agostoni (2009)                    | 1.1  | Giovanni Visconti   | Team ISD                              |
| 19-23 | Tour of Ireland                          | 2.1  | Russell Downing     | Candi TV-Marshalls Pasta              |
| 20    | Coppa Bernocchi (2009)                   | 1.1  | Luca Paolini        | Acqua & Sapone-Caffè Mokambo          |
| 22    | Trofeo Melinda (2009)                    | 1.1  | Giovanni Visconti   | Team ISD                              |
| 25    | Grand Prix des Marbriers                 | 1.2  | Robert Retschke     | Continental Team Differdange          |
| 25-28 | Tour du Poitou-Charentes et de la Vienne | 2.1  | Gustav Larsson      | Team Saxo Bank                        |
| 25-30 | Giro della Valle d'Aosta                 | 2.2  | Thibault Pinot      | Francia                               |
| 26    | Druivenkoers (2009)                      | 1.1  | Aleksejs Saramotins | Team Designa Køkken                   |
| 26-30 | Grand Prix Tell                          | 2.2  | Mathias Frank       | BMC Racing Team                       |
| 29    | Giro del Veneto (2009)                   | 1.HC | Filippo Pozzato     | Team Katusha                          |
| 30    | Châteauroux Classic de l'Indre (2009)    | 1.1  | Jimmy Casper        | Besson Chaussures-Sojasun             |
| 30    | Schaal Sels (2009)                       | 1.1  | Kris Boeckmans      | Silence-Lotto                         |

### Settembre
| Data  | Prova                                             | Cat.   | Vincitore                    | Squadra                       |
| ----- | ------------------------------------------------- | ------ | ---------------------------- | ----------------------------- |
| 2-6   | Okolo Slovenska                                   | 2.2    | Leigh Howard                 | Australia                     |
| 5-13  | Tour de l'Avenir                                  | 2.Ncup | Romain Sicard                | Francia                       |
| 6     | Grote Prijs Jef Scherens (2009)                   | 1.1    | Sebastian Langeveld          | Rabobank                      |
| 6     | Giro della Romagna (2009)                         | 1.1    | Murilo Fischer               | Liquigas                      |
| 6     | Ljubljana-Zagreb                                  | 1.2    | Robert Vrečer                | Adria Mobil                   |
| 6     | Memorial Davide Fardelli                          | 1.2    | Manuele Boaro                | Zalf-Désirée-Fior             |
| 6-13  | Tour de Bulgarie                                  | 2.2    | Ivajlo Gabrovski             | Heraklion-Nessebar            |
| 9     | Memorial Rik Van Steenbergen (2009)               | 1.1    | Niko Eeckhout                | An Post-Sean Kelly Team       |
| 12    | Parigi-Bruxelles (2009)                           | 1.HC   | Matthew Goss                 | Team Saxo Bank                |
| 12-19 | Tour of Britain                                   | 2.1    | Edvald Boasson Hagen         | Team Columbia-HTC             |
| 13    | Rund um die Nürnberger Altstadt (2009)            | 1.1    | Francesco Gavazzi            | Lampre-N.G.C.                 |
| 13    | Chrono Champenois                                 | 1.2    | Adriano Malori               | Bottoli-Nordelettrica-Ramonda |
| 13    | Grand Prix de Fourmies (2009)                     | 1.HC   | Romain Feillu                | Agritubel                     |
| 16    | Grand Prix de Wallonie (2009)                     | 1.1    | Nick Nuyens                  | Rabobank                      |
| 17    | Kroz Vojvodina I                                  | 1.2    | Matej Marin                  | Perutnina Ptuj                |
| 18    | Kampioenschap van Vlaanderen (2009)               | 1.1    | Steven de Jongh              | Quick Step                    |
| 18    | Grand Prix de la Somme (2009)                     | 1.1    | Jaŭhen Hutarovič             | Française des Jeux            |
| 18    | Kroz Vojvodina II                                 | 1.2    | Ivajlo Gabrovski             | Heraklion-Nessebar            |
| 19    | Praha-Karlovy Vary-Praha                          | 1.2    | Danilo Hondo                 | PSK Whirlpool-Author          |
| 20    | Grand Prix d'Isbergues (2009)                     | 1.1    | Benoît Vaugrenard            | Française des Jeux            |
| 20    | Gran Premio Industria e Commercio di Prato (2009) | 1.1    | Giovanni Visconti            | Team ISD                      |
| 20    | Duo Normand                                       | 1.2    | Nikolaj Trusov Artëm Ovečkin | Team Katusha                  |
| 20    | Trofeo Gianfranco Bianchin                        | 1.2    | José Bone                    | VC Mantovani                  |
| 23    | Omloop van het Houtland (2009)                    | 1.1    | Graeme Brown                 | Rabobank                      |
| 25-27 | Tour du Gévaudan                                  | 2.2    | David Rösch                  | Atlas-Romer's Hausbäckerei    |
| 29    | Ruota d'Oro                                       | 1.2    | Emanuele Moschen             | Arvedi-Lucchini-Unidelta      |

### Ottobre
| Data | Prova                              | Cat. | Vincitore           | Squadra                 |
| ---- | ---------------------------------- | ---- | ------------------- | ----------------------- |
| 1-4  | Circuit Franco-Belge               | 2.1  | Tyler Farrar        | Team Garmin-Slipstream  |
| 2-4  | Cinturó de l'Empordà               | 2.2  | Francisco Ventoso   | Carmiooro-A-Style       |
| 3    | Sparkassen Münsterland Giro (2009) | 1.1  | Aleksejs Saramotins | Team Designa Køkken     |
| 3    | Memorial Cimurri (2009)            | 1.1  | Filippo Pozzato     | Team Katusha            |
| 4    | Tour de Vendée (2009)              | 1.1  | Pavel Brutt         | Team Katusha            |
| 8    | Parigi-Bourges (2009)              | 1.1  | André Greipel       | Team Columbia-HTC       |
| 8    | Coppa Sabatini (2009)              | 1.1  | Philippe Gilbert    | Silence-Lotto           |
| 10   | Giro dell'Emilia (2009)            | 1.HC | Robert Gesink       | Rabobank                |
| 11   | Gran Premio Bruno Beghelli (2009)  | 1.1  | Francisco Ventoso   | Carmiooro-A-Style       |
| 11   | Parigi-Tours Espoirs (2009)        | 1.2U | Mathieu Halleguen   | Côtes d'Armor Cyclisme  |
| 11   | Parigi-Tours (2009)                | 1.HC | Philippe Gilbert    | Silence-Lotto           |
| 13   | Nationale Sluitingsprijs (2009)    | 1.1  | Denis Flahaut       | Landbouwkrediet-Colnago |
| 15   | Giro del Piemonte (2009)           | 1.HC | Philippe Gilbert    | Silence-Lotto           |

## Classifiche
Aggiornate al 16 ottobre 2009.
| Pos. | Corridore           | Squadra         | Punti |
| ---- | ------------------- | --------------- | ----- |
| 1    | Giovanni Visconti   | Team ISD        | 638,2 |
| 2    | Kenny van Hummel    | Skil-Shimano    | 601   |
| 3    | Jimmy Casper        | Besson Chaus.   | 575   |
| 4    | Romain Feillu       | Agritubel       | 488   |
| 5    | Alessandro Petacchi | LPR Brakes      | 469,2 |
| 6    | David Le Lay        | Agritubel       | 446   |
| 7    | Luca Paolini        | Acqua & Sap.    | 377   |
| 8    | Héctor Guerra       | Liberty Seguros | 377   |
| 9    | Rubén Plaza         | Liberty Seguros | 360   |
| 10   | Aleksejs Saramotins | Designa Køkk.   | 348   |

| Pos. | Squadra                          | Punti    |
| ---- | -------------------------------- | -------- |
| 1    | Agritubel                        | 2 088    |
| 2    | Vacansoleil Pro Cycling Team     | 1 499    |
| 3    | Liberty Seguros                  | 1 326    |
| 4    | Cervélo TestTeam                 | 1 261    |
| 5    | Team ISD                         | 1 249,79 |
| 6    | Skil-Shimano                     | 1 224    |
| 7    | Diquigiovanni-Androni Giocattoli | 1 210    |
| 8    | Besson Chaussures-Sojasun        | 1 208    |
| 9    | LPR Brakes-Farnese Vini          | 1 120,8  |
| 10   | Ceramica Flaminia-Bossini Docce  | 1 029    |

| Pos. | Nazione     | Punti    |
| ---- | ----------- | -------- |
| 1    | Italia      | 3 537,6  |
| 2    | Francia     | 3 159    |
| 3    | Spagna      | 2 259,4  |
| 4    | Paesi Bassi | 2 114,19 |
| 5    | Germania    | 2 101    |
| 6    | Slovenia    | 1 854    |
| 7    | Belgio      | 1 805    |
| 8    | Russia      | 1 534    |
| 9    | Portogallo  | 1 455    |
| 10   | Polonia     | 1 297    |